# 阿尔马·理查兹
阿尔马·理查兹（英語：Alma Richards，1890年2月20日—1963年4月3日），美国男子田径运动员，主攻跳高。他曾代表美国参加1912年夏季奥林匹克运动会田径比赛，获得男子跳高金牌。